# Divino das Laranjeiras
Divino das Laranjeiras est une municipalité brésilienne de l'État du Minas Gerais et la microrégion de Governador Valadares. Le nom de la ville vient des deux principaux ruisseaux ("córregos") qui la traverse : le Córrego Divino et le Córrego das Laranjeiras.